# Jacek Rogowski
Jacek Dominik Rogowski (ur. 4 sierpnia 1942 w Nowym Sączu) – polski urzędnik państwowy i inżynier, działacz NSZZ „Solidarność”, w latach 1990–1996 wicewojewoda nowosądecki.

## Życiorys
Syn Franciszka i Heleny. W 1960 zdał maturę w Liceum Ogólnokształcącym w Starym Sączu. Z zawodu inżynier, był kierownikiem wydziału w Sądeckich Zakładów Elektro-Węglowych w Biegonicach. W latach 80. działał w NSZZ „Solidarność”, m.in. organizując strajk 14 grudnia 1981. Był z tego powodu internowany od 14 grudnia 1981 do 8 marca 1982 w ośrodkach odosobnienia w Nowym Sączu i Załężu, zwolniono go także z pracy. Został członkiem Komitetu Obywatelskiego „Solidarność” i Klubu Inteligencji Katolickiej. Od 15 stycznia 1990 do 22 lipca 1996 zajmował stanowisko wicewojewody nowosądeckiego, od maja 1996 tymczasowo pełnił obowiązki wojewody. Później został dyrektorem nowosądeckiej delegatury Wojewódzkiego Inspektoratu Ochrony Środowiska.
Odznaczony Krzyżem Kawalerskim Orderu Odrodzenia Polski (2011) oraz Krzyżem Wolności i Solidarności (2015).